# Folks (музичний гурт)
Folks (яп. フォークス, Fōkusu, стилізовано як FOLKS) — це японський гурт, який було створено у 2012 році в місті Еніва, префектура Хоккайдо. Його було створено після того, як Фуміто Іваі і Казумаса Ногучі покинули гурт Galileo Galilei. Гурт самостійно випустив свій перший мініальбом Take Off в березні 2013 року та дебютував під лейблом Ki/oon Music у 2014-му з мініальбом Newtown.
Гурт складається з Fumito Iwai (яп. 岩井郁人) (вокал, гітара), його старшого брата Katsutoshi Iwai (яп. 岩井豪利)  (гітара, вокал), Kazumasa Noguchi (яп. 野口一雅) (бас, тексти пісень), Yoshitomo Kobayashi (яп. 小林禄与) (гітара, ударні, синтезатор, тексти пісень) і Masatsugu Takahashi (яп. 高橋正嗣) (програмування, синтезатор, тексти пісень).

## Біографія

### Guild, робота з Galileo Galilei
Folks було засновано від раніше існуючого гурту Guild, який було створено у місті Еніва, префектура Хоккайдо у 2007 році. З 2007-го по 2008-й гурт був відомий як Apple Seed, що походить від назви манги Appleseed. Гурт було перейменовано на The Guild у 2008 році, а з середини 2009-го назву було змінено просто на Guild. Гурт складався з однокласників Фуміто Іваї (гітара, вокал і автор пісень), Казумаси Ногучі (бас), Фумії Камо (яп. 加茂史也) (ударні), а потім до них долучився Йошімото Кобаяші як гітарист у 2009 році.
Гурт виступає в Саппоро з 2007 року і досі на різноманітних фестивалях, а також у серпні 2008 року було спродюсовано мініальбом Shinzō (яп. 心臓, «Серце»), після чого учасники самостійно випустили сингл під назвою "Tsubasa" (яп. ツバサ, «Крила») в лютому 2009 року. Гурт брав участь в School of Lock! — національному конкурсі між підлітковими гуртами, в Senkō Riot у 2008 році та грали в півфіналі Саппоро. Гурт не вийшов у фінал конкурсу, але мав змогу познайомитись з Galileo Galilei. Іваї хотів, щоб Guild звучали як Galileo Galilei та почав листуватися з його учасниками. Зрештою Galileo Galilei отримали перемогу в національному фіналі.
У 2009 році діяльність гурту була продовжена і Guild змагалися в Senkō Riot вдруге. У той час Іваї не працював та хотів більше зосередитися на діяльності гурту. Однак Камо і Кобаяші збиралися поступати до університету, а Ногучі почав відвідувати професійне музичне училище. Вокаліст Galileo Galilei Ююкі Озакі запросив Іваї до міста Вакканай, префектура Хоккайдо, де учасники Galileo Galilei відвідували старшу школу, а ще через те, що їхній гітарист, Шоухей Фуная покинув гурт. Іваї прийняв запрошення і жив у будинку басиста групи, Хітоші Сакоу. Іваї долучився до гурту 31 серпня 2009 року як запасний учасник. Guild оголосили про перерву в листопаді 2009 року, а Іваї став офіційним учасником.
Під час роботи з Galileo Galilei, Ногучі з Guild також став офіційним учасником гурту 13 грудня 2011 року як клавішник.
13 вересня 2012 року Іваї і Ногучі офіційно пішли з гурту і таким чином Іваї мав змогу створювати музику самостійно, а Ногучі — бути басистом.

### Повернення на Хоккайдо, створення гурту
У 2012 році Іваї і Ногучі повернувся на Хоккайдо, щоб створити свій власний гурт та попросили колишнього учасника Guild — Йошімото Кобаяші, долучитися до них. Вони переїхали в Саппоро для подальшої музичної кар'єри та орендували будинок разом зі старшим братом Іваї — Кацутоші Іваї та його другом Масацугу Такахаші, який також мав окремий гурт під назвою Logic. Всі п'ятеро вони займалися музикою у своїх кімнатах, але через те, що кімната Кацутоші Іваї була виконана в традиційному японському стилі, інші учасники гурту могли чути його через тонкі стіни шьоджі. Спочатку Фуміто Іваї думав, що вони не будуть добре працювати разом у музичному плані з Кацутоші Іваї і Такахаші, оскільки вони обидва любили британський рок 90-х і гранж. Проте, наприкінці 2012 року, Фуміто Іваї почув пісню брата «River», яка йому сподобалася настільки, що він попросив допрацювати її. На Новий рік Фуміто Іваї представив свою закінчену версію пісні, яка сподобалася усім. Такахаші запропонував об'єднати їхні два гурти задля того, аби створити один із п'ятьма учасника, що і призвело до створення Folks.
Назва Folks була обрана, щоб показати єдність учасників як композиторів, де кожен бере учать у створення пісень. Спочатку це була назва гурту, який хотіли створити Кацутоші і Такахаші, перед тим як їх запросили в Folks. Гурт було офіційно засновано в січні 2013-го та розташовувався він у будинку Іваї в Мегуміно. Вони записали пісні в спальні Фуміто Іваї і самостійно випустили свій перший мініальбом Take Off в цифровому вигляді 29 березня 2013 року. Їх перший концерт відбувся в Sapporo Sound Lab Mole 6 квітня 2013 року. А 17 серпня 2013-го вони вперше виступили на фестивалі Rising Sun Rock Festival.
Наприкінці 2013-го Folks підписали контракт з Ki/oon Music та дебютували у 2014-му з мініальбомом Newtown. Реліз має мотив Мегуміно, а головна пісня «Everything Is Alone» була записана у місті Еніва, Йошихару Отою. Вони вперше виступили поза Хоккайдо 20 січня 2014 року у Tokyo Tsutaya O-West. Folks вирішили не переїжджати до Токіо, а залишитися у місті Еніва.

## Дискографія

### Міні-альбоми
| Назва    | Відомості про альбом                                                                   | Найвищі позиції | Найвищі позиції  |
| Назва    | Відомості про альбом                                                                   | Oricon Щотижня  | Billboard Японія |
| -------- | -------------------------------------------------------------------------------------- | --------------- | ---------------- |
| Take Off | - Спродюсовано учасниками - Реліз: 29 березня 2013 - Формати: CD, цифрове завантаження | —               | —                |
| Newtown  | - Реліз: 12 лютого 2014 - Лейбл: Ki/oon Music - Формати: CD, цифрове завантаження      | 81              | 87               |
| Snowtown | - Реліз: 25 лютого 2015 - Лейбл: Ki/oon Music - Формати: CD, цифрове завантаження      | 267             | TBA              |

### Сингли
| Назва            | Рік        | Найвища позиція у чартах | Найвища позиція у чартах | Альбом                          |
| Назва            | Рік        | Чарти синглів Oricon     | Billboard Japan Hot 100  | Альбом                          |
| ---------------- | ---------- | ------------------------ | ------------------------ | ------------------------------- |
| «Hometown Story» | 2014 року. | —                        | —                        | Сингл, що не входить до альбому |

### Промо-сингли
| Назва                                                   | Рік  | Найвища позиція у чартах | Альбом   |
| Назва                                                   | Рік  | Billboard Japan Hot 100  | Альбом   |
| ------------------------------------------------------- | ---- | ------------------------ | -------- |
| «Everything Is Alone»                                   | 2014 | —                        | Newtown  |
| "Fuyu no Himawari" (яп. 冬の向日葵, "Winter Sunflower") | 2014 | —                        | Snowtown |